# Last Drop Falls
Last Drop Falls – trzeci singel fińskiego zespołu power metalowego Sonata Arctica.

## Spis utworów
1. „Last Drop Falls” – 05:13
2. „Die With Your Boots On” (cover Iron Maiden) – 04:25
3. „Mary-Lou” (wersja akustyczna) – 05:05

## Twórcy
- Tony Kakko – śpiew, instrumenty klawiszowe
- Jani Liimatainen – gitara
- Mikko Härkin – instrumenty klawiszowe
- Marko Paasikoski – gitara basowa
- Tommy Portimo – instrumenty perkusyjne